# Davey Richards
Pour les articles homonymes, voir Richards.
Wesley David Richards mieux connu sous le nom de Davey Richards est un catcheur américain né le 1er mars 1983 à Othello qui travaille actuellement pour la Major League Wrestling.
Il est connu pour avoir travaillé à la Ring of Honor où il est un ancien ROH World Champion et la New Japan Pro Wrestling où il est un ancien IWGP Junior Heavyweight Tag Team Champion.
Richards est reconnu dans le monde du catch par son parcours dans le circuit indépendant. C'est un quadruple champion du monde : il a été une fois PWG World Champion, une fois ROH World Champion et deux fois FIP World Heavyweight Champion. C'est aussi un douze fois Champion par équipes : il a été une fois AWA Washington Tag Team Champion, deux fois IWGP Junior Heavyweight Tag Team Champion, une fois PWP Tag Team Championship, trois fois PWG World Tag Team Champion, trois fois ROH World Tag Team Champion et une fois 2CW Tag Team Champion. Il a également gagné plusieurs tournois régionales : ECWA Super 8 Tournament en 2006 et le PWG Battle of Los Angeles la même année.

## Jeunesse
Richards grandit dans une ferme et pratique la lutte au lycée puis à l'université où il fait des études de médecine (qu'il continue encore en 2015) et devient pompier et ambulancier,.

## Carrière

### Ses débuts
Richards s'entraîne auprès de Paul Orndorff tout en travaillant dans une usine Duracell.

### Circuit Indépendant (2004-2017)
Le 26 mai 2017, lors d'un show de la DEFY, il bat Lio Rush et remporte le CZW World Heavyweight Championship.

### Pro Wrestling Guerrilla (2005-2013)
En 2005, il commence à la Pro Wrestling Guerrilla. Lors d'un three-way match contre Human Tornado (en) et Puma, il démasque ce dernier débutant et débute ainsi une feud entre les deux. Ensuite, Richards forme une équipe avec Super Dragon. Ils réussissent même à remporter les PWG World Tag Team Championship contre El Generico et Tornado le 1er octobre 2005. Ils conserveront les ceintures jusqu'au 20 mai 2006, où ils perdent les titres face à Chris Bosh et Scott Lost. Richards gagne une nouvelle fois ce titre avec Roderick Strong, contre B-Boy et son ex-partenaire Super Dragon mais ils perdent les titres le jour suivant face aux anciens champions. Lors de PWG Worm Turns 2010, il bat Kenny Omega et remporte le PWG World Championship.
Lors de The Preil Of Rock N'Roll Decadence, il perd contre Kevin Steen et en remporte pas le PWG World Championship. Lors de Steen Wolf, il bat Willie Mack.

### Ring of Honor(2006-2013)
Davey Richards a ensuite fait ses débuts à la Ring of Honor, le 3 juin 2006, en battant Jimmy Rave, ce qui marque le début d'une rivalité entre les deux hommes. Richards est ensuite devenu le protégé de KENTA, un catcheur de la Pro Wrestling NOAH qui a été prêté dans le cadre de l'accord d'échange de talent, le Global Professionnal Wrestling Alliance. Le 4 août 2006 KENTA et Richards font équipe face aux Briscoe Brothers qui obtiennent la victoire en faisant le tombé sur Richards. Le lendemain, Richards se bat contre son mentor mais il ne parvient pas à s'imposer.

#### No Remorse Corps (2007–2008)
Ensuite Richards forme le No Remorse Corps avec Roderick Strong, ils s'en prennent alors à Austin Aries l'ancien coéquipier de Strong. Ils ont été ensuite rejoint par Rocky Romero et ils sont entrés en feud avec le nouveau clan de Aries The Resilience. Le 26 janvier 2008, Romero et Richards remportent le ROH World Tag Team Championship contre The Age of the Fall (Jimmy Jacobs et Tyler Black). Leur règne prendra fin le 12 avril 2008 face aux Briscoe brothers.

#### The American Wolves (2008–2010)
Le 13 septembre, Richards se retourne contre ses anciens coéquipiers pour se joindre à Larry Sweeney au sein de la Sweet & Sour Inc. Ensuite Sweeney annonce la création d'une nouvelle équipe formée de Richards et Eddie Edwards se nommant The American Wolves.
Au début de l'année 2009, The Americans Wolves obtiennent leur premier match pour les ROH World Tag Team Championship contre Kevin Steen et El Generico avec qui ils débutent une rivalité pour le titre. Le 3 avril 2009, Richards combat contre son ancien mentor KENTA pour le GHC Junior Championship, il perd son match mais il reçoit tout de même une ovation à la fin du match. Le 10 avril, Richards remportent à nouveau le ROH World Tag Team Championship avec cette fois-ci Eddie Edwards. Ils conservent leur ceinture à Tag Title Classic face à Bryan Danielson et Tyler Black à la suite de l'annonce d'un time limit draw après 45 minutes de combat.
Il annonce en juin 2010 vouloir arrêter le catch à la fin de son contrat pour réaliser son rêve et devenir pompier. Peu de temps après, lors de Dead before Dishonor 2010, il affronte le champion de la ROH, Tyler Black, avec le titre de ce dernier en jeu. Il perd le match, mais celui-ci est décrit comme le futur MOTY. Lors du show du 22 novembre, il bat Shawn Daivari. Lors de Final Battle, il perd contre Roderick Strong et ne remporte pas le ROH World Championship. Lors d'un Gauntlet Match, le 20 décembre, il rentre 5e et élimine Christopher Daniels, Claudio Castagnoli et Chris Hero avant de se faire éliminer par Roderick Strong. Lors de 9th Anniversary Show, il bat Colt Cabana. Lors du spectacle du 14 mars, il bat Tony Kozina dans un MMA Style Match. Lors de Manhattan Mayhem IV, il bat Christopher Daniels. Lors de Revolution Canada, il bat Kenny King. Lors de Supercard of Honor IV, il bat Charlie Haas. Lors de Best in the World, il bat Eddie Edwards et remporte le ROH World Championship. Lors de TV Tapings, il bat Roderick Strong et conserve son titre. Lors de Survival of the Fittest, Jay Lethal et lui perdent contre WGTT. Lors de Glory by Honor, il bat El Generico et conserve son titre. Lors de Final Battle, il bat Eddie Edwards et conserve son titre. Lors de 10th Anniversary, Kyle O'Reilly et lui perdent contre Eddie Edwards et Adam Cole. À la suite d'un accident de voiture, il doit abandonner le IWGP Jr Tag Team Championship et le laisser vacant car il ne pourra pas les défendre au 40th Anniversary NJPW Wrestling Show mais sera présent a ROH Border Wars. Lors de Border Wars, il perd contre Kevin Steen et perd son titre. Lors de Best in the World (2012), il perd contre Kevin Steen dans un Anything Goes Match et ne remporte pas le ROH World Championship. Lors de Border Wars 2013, il bat Paul London. 

#### Réunion des American Wolves (2012–2013)
The American Wolves se réunissent le 16 décembre 2012, à Final Battle 2012: Doomsday, où ils ont défait Bobby fish et Kyle O'Reilly dans un match par équipe. À la suite de leur victoire, The American Wolves ont reçu un match de championnat pour les ROH World Tag Team Championship, mais ont été défaits par les champions en titre, The Briscoe Brothers, le 18 janvier 2013.Au All Star Extravaganza V, ils battent Forever Hooligans (Alex Koslov et Rocky Romero) et remportent les ROH World Tag Team Championship pour la deuxième fois. Ils perdent les titres à Manhattan Mayhem V contre les reDRagon (Kyle O'Reilly et Bobby Fish). Lors de Death Before Dishonor XI, ils perdent contre les Forever Hooligans et ne remportent pas les IWGP Junior Heavyweight Tag Team Championship.

### New Japan Pro-Wrestling(2010-2012)

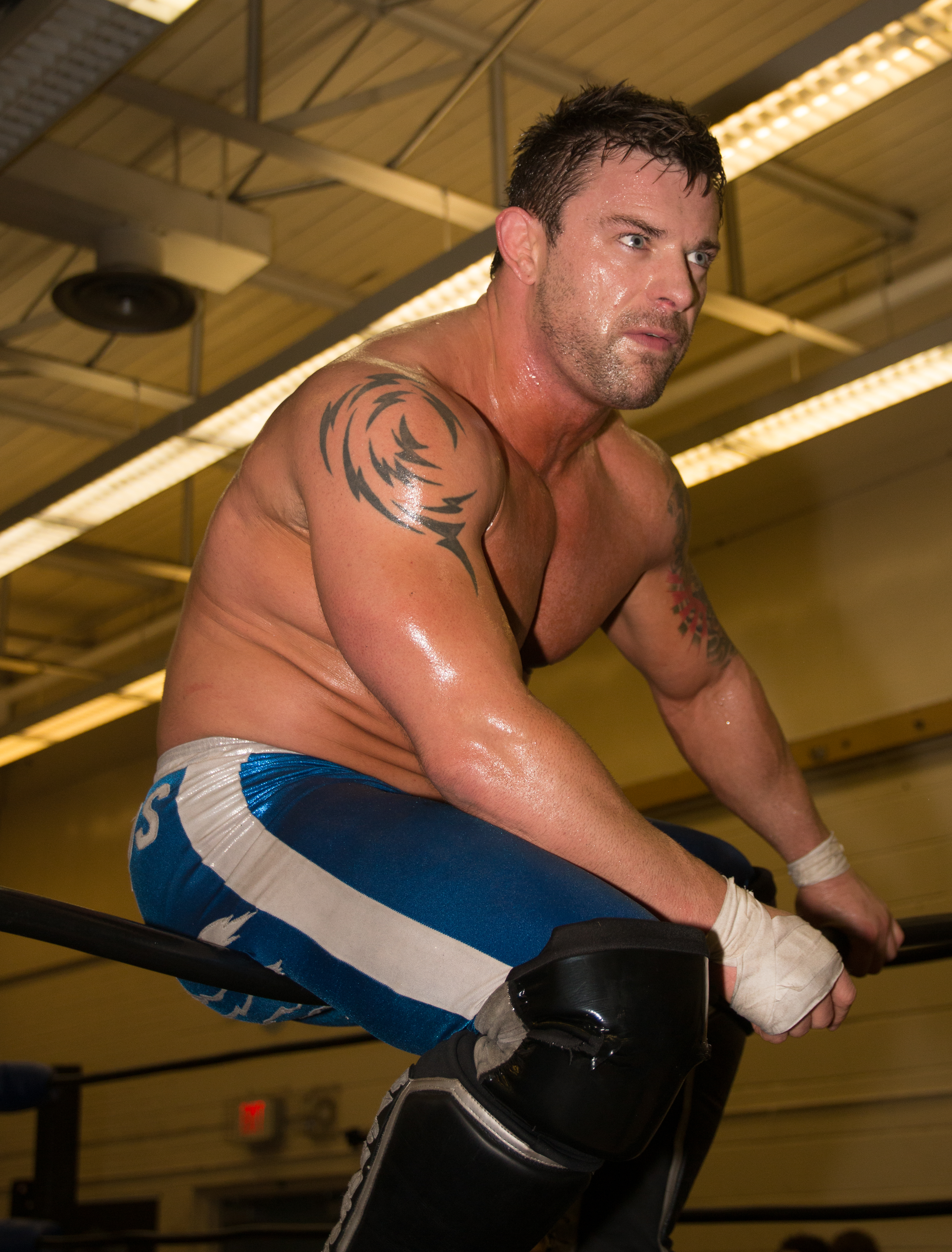
Richards après un match à la Smash Wrestling en Avril 2015

En 2010, Richards a été invité à prendre part au Best of the Super Juniors de la New Japan Pro Wrestling avec un autre compatriote américain Kenny Omega. Richards entrés deux semaines dans le tournoi le 30 mai, mais bien qu'il ait réussi à remporter cinq de ses sept matchs, il a terminé troisième de son bloc et raté de progresser aux demi-finales du tournoi. Après le tournoi, Richards a commencé à travailler régulièrement pour la New Japan Pro Wrestling, rejoignant le groupe heel de la fédération Chaos, et les apparences ne sont plus faites pour la Pro Wrestling Noah. Lors de Attack on the East Coast Nuit 3, il perd contre Hiroshi Tanahashi. Lors de Destruction '11, Rocky Romero et lui gagne les IWGP Junior Heavyweight Tag Team Championship contre Apollo 55 (Prince Devitt et Ryusuke Taguchi). Lors de Power Struggle 2011, ils conservent leur titres contre Kushida et Tiger Mask. Le 4 décembre, il perd contre Prince Devitt et ne remporte pas le IWGP Junior Heavyweight Championship. Le 2 avril 2012, il subit un accident de voiture et la NJPW annonce que les titres par équipes deviennent vacants.

### National Wrestling Alliance(2005-2013)
Lors de Smoky Mountain, il bat Chase Owens.

### Pro Wrestling Syndicate(2007-2013)
Lors de Five Year Anniversary Weekend Nuit 1, Adam Cole et lui perdent contre The Briscoes. Lors de The Show Must Go On, il perd contre Apollyon dans un Suicidal Six Way Match qui comprenait aussi AR Fox, Lucifer Darksyde, Matt Hardy et Rich Swann. Lors de Super Card 2013 - Tag 1, il perd contre Jushin Thunder Liger dans un match qui comprenait également Anthony Nese.

### Premiere Wrestling Xperience(2012-2013)
Lors de Rise Of A Champion VIII, Kevin Steen et lui perdent contre The Great Outdoors dans un Elimination Match qui comprenait également The Dojo Bros.

### Elite Canadian Championship Wrestling(2004-2013)
Lors de Pacific Cup 2013, il perd contre Kenny Lush lors du premier tour de la Pacific Cup 2013.

### Shows Indépendants (2013)
Lors de Smoky Mountain Cup 2013, show commun à la National Wrestling Alliance Smoky Moutain et à la National Wrestling Alliance, il perd contre Chase Owens et ne remporte pas le NWA World Junior Heavyweight Championship. Lors de EVOLVE 25 il perd contre AR Fox est ne remporte pas le EVOLVE Championship.

### World Wrestling Entertainment(2013)

#### WWE NXT (2013)
Il fait ses débuts le 18 décembre à NXT en perdent avec Eddie Edwards contre The Ascension (Konnor et Viktor). Ce sera leur seul et unique match pour la WWE,.

### Total Nonstop Action Wrestling(2014-2017)

#### Début et TNA World Tag Team Champion (2014-2017)
Il fait ses débuts en 2014, lors de Genesis, avec son coéquipier Eddie Edwards lors d'un meeting backstage avec la présidente de la TNA, Dixie Carter. Elle introduit les Wolves comme une équipe de qualité internationale et leur offre un match d'essai, ce à quoi Eddie et Davey lui expliquent qu'ils ont déjà signé un contrat le matin même avec le nouvel investisseur de la TNA . Le 30 janvier, les Wolves sont convoqués par le conseiller personnel de Dixie Carter, l'anglais Rockstar Spud. Ce dernier veut savoir qui est l'investisseur et une altercation éclate entre les trois hommes, qui se termine par un passage à tabac de Spud. Plus tard dans la soirée, après le combat vedette, les Wolves apparaissent en haut de la rampe et une musique retenti; c'est celle du nouvel investisseur, qui s'avère être MVP.
Lors de l'édition d'Impact Wrestling du 13 février 2014, ils font leurs débuts officiels sur un ring de la TNA en équipe avec Samoa Joe et ils battent Zema Ion & The BroMans (Jessie Godderz & Robbie E) pour leur premier match. Le 20 février, ils battent Bad Influence (Christopher Daniels et Kazarian). Le 23 février, lors d'un house show de la TNA, ils battent les BroMans et remportent les TNA World Tag Team Championship mais une semaine plus tard, lors du One Night Only Outbreak, ils perdent leurs titres face aux BroMans. Lors de Sacrifice, ils battent les BroMans et remportent les TNA World Tag Team Championship pour la deuxième fois. À Destination X, ils battent The Hardys (Matt Hardy et Jeff Hardy) et conservent leurs ceintures par équipe. Le 6 juillet, lors d'un show de la Wrestle-1, ils conservent leur titres contre Junior Stars (Minoru Tanaka et Koji Kanemoto),. Lors de l'émission du 12 novembre 2014, ils perdent leur titres contre The Revolution (Abyss et James Storm). Lors de l'émission du 6 mars 2015, ils battent Abyss et James Storm et remportent les TNA World Tag Team Championship pour la troisième fois. Après que Edwards se soit cassé le talon en février 2015, ils rendent les titres vacants le 13 mars 2015.
À leur retour, ils affrontent The Dirty Heels (Austin Aries et Bobby Roode) dans un Best of 5 Series matches pour les TNA World Tag Team Championship. Les Wolves ont remporté les 2 premiers matches et les Dirty Heels ont gagné les deux suivants. Lors de Slammiversary, Davey Richards perd contre Austin Aries. Donc Aries a choisi la stipulation pour le dernier match de la série, un 30 minutes tag team iron man match. Lors de l'impact Wrestling du 1er juillet 2015, ils battent The Dirty Heels et remportent les TNA World Tag Team Championship pour la quatrième fois. Avec cette victoire, les Wolves partage avec la Beer Money, Inc. le record de la plupart des règnes, avec quatre règnes. Lors de l'impact Wrestling du 2 septembre 2015, ils perdent les titres contre Brian Myers et Trevor Lee. Lors de l' impact Wrestling du 9 septembre 2015, ils battent Brian Myers et Trevor Lee et remportent les TNA World Tag Team Championship pour la cinquième fois. Lors de Bound for Glory (2015), ils conservent leur titres contre Brian Myers et Trevor Lee. Lors du show Xplosion du 13 février, ils conservent leur titres contre Mandrews et Will Ospreay. Lors de l' impact Wrestling du 16 février, ils conservent leur titres contre The Decay (Abyss et Crazzy Steve) dans un Monster's Ball match. Lors de l'édition d'Impact Wrestling du 8 mars 2016, ils perdent les titres contre Beer Money, Inc. (James Storm et Bobby Roode).

### Retour à Impact Wrestling (2022)
Le 19 juin 2022, lors de Slammiversary, il fait son retour en gagnant avec Alex Shelley, Chris Sabin, Frankie Kazarian et Nick Aldis contre Honor No More (Eddie Edwards, Matt Taven, Mike Bennett, PCO et Vincent).

## Palmarès
- 605 Championship Wrestling
  - 1 fois 605 Champion

- AWA Washington
  - 1 fois AWA Washington Tag Team Champion avec Tony Kozina

- Combat Zone Wrestling
  - 1 fois CZW World Heavyweight Championship

- DEFY Wrestling
  - 1 fois DEFY 8xGP Championship
  - Defy 8xGP Championship Tournament (2017)

- East Coast Wrestling Association
  - Vainqueur du Super 8 Tournament (2006)

- Full Impact Pro
  - 2 fois FIP World Heavyweight Champion
  - Eddie Graham Memorial Battle Of The Belts (2009)
  - Jeff Peterson Memorial Cup (2009)

- FutureShock Wrestling
  - 1 fois FSW Champion

- Mad Wrestling Association
  - 1 fois MWA International Heavyweight Champion

- Major League Wrestling
  - 1 fois MLW National Openweight Champion
  - MLW Opera Cup (2021)

- New Japan Pro Wrestling
  - 2 fois IWGP Junior Heavyweight Tag Team Championship avec Rocky Romero

- Pinnacle Pro Wrestling
  - 1 fois Pinnacle Tag Team Champion avec Tony Kozina

- Prestige Championship Wrestling
  - 1 fois PCW Champion

- Pro Wrestling Eclipse
  - 1 fois PWE Open Weight Champion

- Pro Wrestling Guerrilla
  - 1 fois PWG World Champion
  - 3 fois PWG World Tag Team Champion avec Super Dragon (2) et Roderick Strong (1)
  - Vainqueur de la Battle of Los Angeles (2006)

- Pro Wrestling Prestige
  - 1 fois PWP Tag Team Champion avec Kyle O'Reilly

- Ring of Honor
  - 1 fois ROH World Champion
  - 3 fois ROH World Tag Team Champion avec Rocky Romero (1) et Eddie Edwards (2)

- Southside Wrestling Entertainment
  - 1 fois PCW Championship

- Squared Circle Wrestling
  - 1 fois SWE Speed King Championship[31]

- The Wrestling Revolver
  - 1 fois PWR Tag Team Champion avec Eddie Edwards

- Total Nonstop Action Wrestling
  - 5 fois TNA World Tag Team Championship avec Eddie Edwards
  - World Cup of Wrestling (2015) avec Jeff Hardy, Gunner, Gail Kim, Rockstar Spud, & Crazzy Steve

- Top Ranked Wrestling
  - 1 fois TRW Cruiserweight Champion

- World Power Wrestling
  - Best Of The West (2005)

- Wrestling Superstar
  - 1 fois Wrestling Superstar Tag Team Champion avec Eddie Edwards

## Récompenses des magazines
- Pro Wrestling Illustrated

| Année | 2006 | 2007 | 2008 | 2009 | 2010 | 2011 | 2012 | 2013 | 2014 | 2015 | 2016 | 2017 | 2018 à 2021 | 2022 |
| ----- | ---- | ---- | ---- | ---- | ---- | ---- | ---- | ---- | ---- | ---- | ---- | ---- | ----------- | ---- |
| Rang  | 145  | 76   | 107  | 77   | 32   | 25   | 7    | 42   | 49   | 55   | 127  | 75   | Non classé  | 144  |

- SoCal Uncensored
  - Match de l'année (2006) avec Super Dragon vs. Roderick Strong et Jack Evans le 4 mars à la Pro Wrestling Guerrilla
- Wrestling Observer Newsletter
  - Most Outstanding Wrestler (2011)
  - Tag Team of the Year (2009) avec Eddie Edwards